# الاتحاد الكشفي الإرشادي التركي
الاتحاد الكشفي الإرشادي التركي هو الاتحاد الكشفي الوطني والتوجيهي في تركيا. الاتحاد هو عضو في المنظمة العالمية للحركة الكشفية منذ عام 1950، والجمعية العالمية للمرشدات وفتيات الكشافة منذ عام 1987. يخدم الاتحاد حوالي 33974 كشاف (اعتبارا من 2011) و2،883 مرشدة (اعتبارا من 2006).

## روابط خارجية
- الموقع الرسمي (بالتركية) (بالإنجليزية)